# هيلغا ديتريش
هيلغا ديتريش (بالألمانية: Helga Dietrich)‏ هي عالمة نبات ألمانية، ولدت في 12 نوفمبر 1940 في تسفيكاو في ألمانيا، وتوفيت في 30 يونيو 2018.